# Roger Browne
Roger Browne Jr. (Cincinnati, 13 de abril de 1930-Burbank, 11 de octubre de 2024) fue un actor y doblador estadounidense. Es conocido por su trabajo en el cine italiano, siendo una estrella de películas péplum y Europsy populares en Europa durante los años 1960 y 1970.

## Carrera
Mientras se preparaba como actor y trabajaba en pequeños papeles, se ganaba la vida trabajando como fisioterapeuta. En 1960, uno de sus clientes que tenía pensado viajar a Roma le preguntó si quería acompañarlo para continuar con su trabajo, mientras se celebraban los Juegos Olímpicos. Aceptó la oferta con entusiasmo, y en Europa le ofrecieron un papel en la película de Jayne Mansfield It Happened in Athens. En Roma, a Browne trabajó interpretando a Marte en Titán contra Vulcano y repitió su papel en la película Marte, dio della guerra. Con el declive del género péplum, pasó al género de Eurospy.
Vivió en Roma entre 1960 y 1980 y realizó películas por toda Europa. Interpretó papeles en más de 30 películas y programas de televisión. En ese período fue presidente de la Asociación de Dobladores de Lengua Inglesa (ELDA), habiendo doblado con su voz cerca de 800 películas. 
Trabajó con Franco Nero, Sophia Loren, Luciano Salce, Anthony Quinn, Vittorio Gassman, Ernest Borgnine, Rita Tushingham, Richard Lester, los hermanos Taviani, Gordon Mitchell y Jayne Mansfield. Es mejor conocido por su papel en Asalto a la corona de Inglaterra (también conocida como El increíble incidente de París y Argoman el fantástico Superman), en 1967.
Hizo una aparición en la serie de YouTube de Fine Brothers, Elders React.

## Vida personal
Nació en Cincinnati, Ohio, el 13 de abril de 1930. Inició su preparación como piloto aéreo mientras servía en la Fuerza Aérea de los Estados Unidos, volando el avión de entrenamiento AT-6. Aunque completó 64 horas de entrenamiento, no pudo terminar la formación debido a problemas de acrofobia.
Falleció en Burbank, California, el 11 de octubre de 2024, a la edad de 94 años.

## Filmografía
- Vulcano, figlio di Giove (1962)
- Marte, dio della guerra (1962)
- I dieci gladiatori(1963)
- Gli schiavi più forti del mondo (1964)
- La vendetta di Spartacus (1964)
- I tre centurioni (1964)
- Sette contro tutti (1965)
- Superseven chiama Cairo (1965)
- Operación Póker: agente 05-14 (1965)
- Le spie amano i fiori (1966)
- Rififí ad Amsterdam (1966)
- Password: Uccidete agente Gordon (1966)
- Un milione di dollari per 7 assassini (1966)
- Asalto a la corona de Inglaterra (1967)
- Assalto al tesoro di stato (1967)
- Samoa, regina della giungla (1968)
- È stato bello amarti (1968)
- Karzan il favoloso uomo della jungla (1972)
- La mano nera (1973)
- Diario segreto da un carcere femminile (1973)
- Quaranta giorni di libertà (1974)
- Emanuelle in America (1976)
- La guerra dei robot (1978)
- Riavanti... Marsch! (1979)
- Una moglie, due amici, quattro amanti (1980)